# کمربند قهرمانی ایالات متحده دبلیودبلیوئی
کمربند قهرمانی ایالات متحدهٔ دبلیودبلیوئی (به انگلیسی: WWE United states championship) یک عنوان قهرمانی در کشتی حرفه‌ای است که توسط شرکت دبلیودبلیوئی و در برند اسمک‌داون استفاده می‌شود و رقیب کمربند قهرمانی بین قاره‌ای شوی راو می‌باشد. قهرمان کنونی این کمربند، سولو سیکوا است که با شکست دادن جیکوب فاتو در رویداد شب قهرمانان به تاریخ ۲۸ ژوئن ۲۰۲۵، قهرمان شد.
این قهرمانی در ۱ ژانویه ۱۹۷۵ با نام «کمربند قهرمانی سنگین‌وزن NWA ایالات متحده» که در شرکت جیم کروکت (JCP) از آن دفاع می‌شد، به وجود آمد و بعداً توسط شرکت دبلیوسی‌دبلیو (WCW) که از NWA جدا شد، تأسیس شد. پس از اینکه WCW توسط دبلیودبلیواف سابق در سال ۲۰۰۱ خریداری شد، قهرمانی ایالات متحده تا مدتی در دبلیودبلیواف دفاع می‌شد تا اینکه در آن سال با قهرمانی بین قاره‌ای در سروایور سریز ۲۰۰۱ آن سال ادغام شد؛ پس از تفکیک کشتی‌گیران برندهای راو و اسمکدان در سال ۲۰۰۲ و تغییر نام آن به دبلیودبلیوئی، این کمربند قهرمانی مجدداً و برای برند اسمکدان فعال شد.
این کمربند یکی از قدیمی‌ترین عناوین قهرمانی دبلیودبلیوئی است و از بین سایر کمربندهای فعال، تنها عنوان قهرمانی است که توسط خود دبلیودبلیوئی ایجاد نشده است. این کمربند، پس از کمربند قهرمانی دبلیودبلیوئی (۱۹۶۳)، قدیمی‌ترین کمربند دبلیودبلیوئی است؛ با این حال از آنجایی که مالکیت این کمربند از سال ۲۰۰۱ به دبلیودبلیوئی رسید، می‌توان گفت پس از کمربند قهرمانی بین قاره‌ای (۱۹۷۹)، این کمربند، سومین کمربند قدیمی این پروموشن است.